# Cayratia debilis
Cayratia debilis är en vinväxtart som först beskrevs av Bak., och fick sitt nu gällande namn av Karl Suessenguth. Cayratia debilis ingår i släktet Cayratia och familjen vinväxter. Inga underarter finns listade i Catalogue of Life.